# بخش وشکایمسکی
بخش وشکایمسکی (به لاتین: Veshkaymsky District) یک منطقهٔ مسکونی در روسیه است که در استان اولیانوفسک واقع شده‌است.